# Högskolor och universitet i Sverige
För behörighetskrav till kurser, se Universitetskurs i Sverige

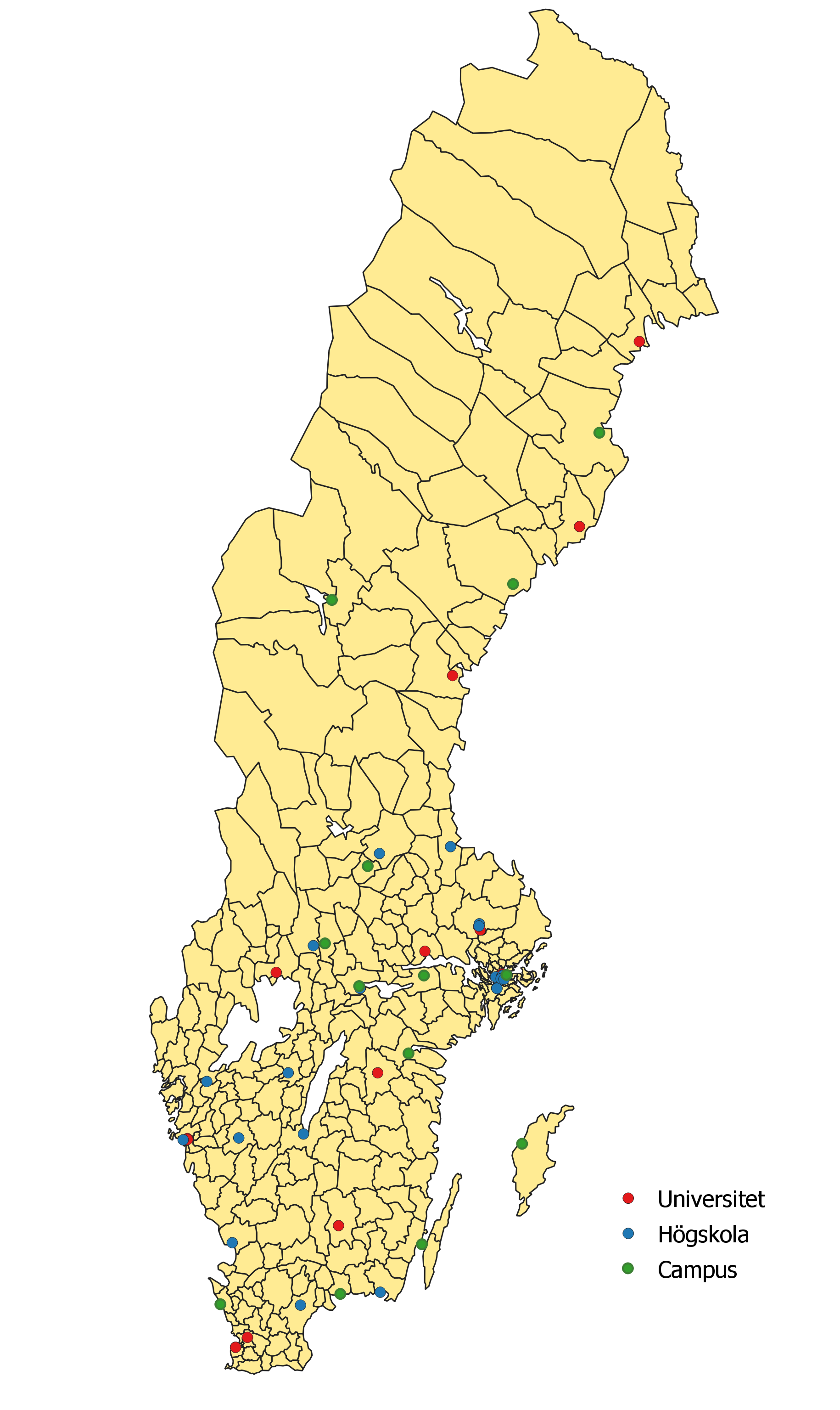
Sveriges universitet, högskolor och campus 2023.

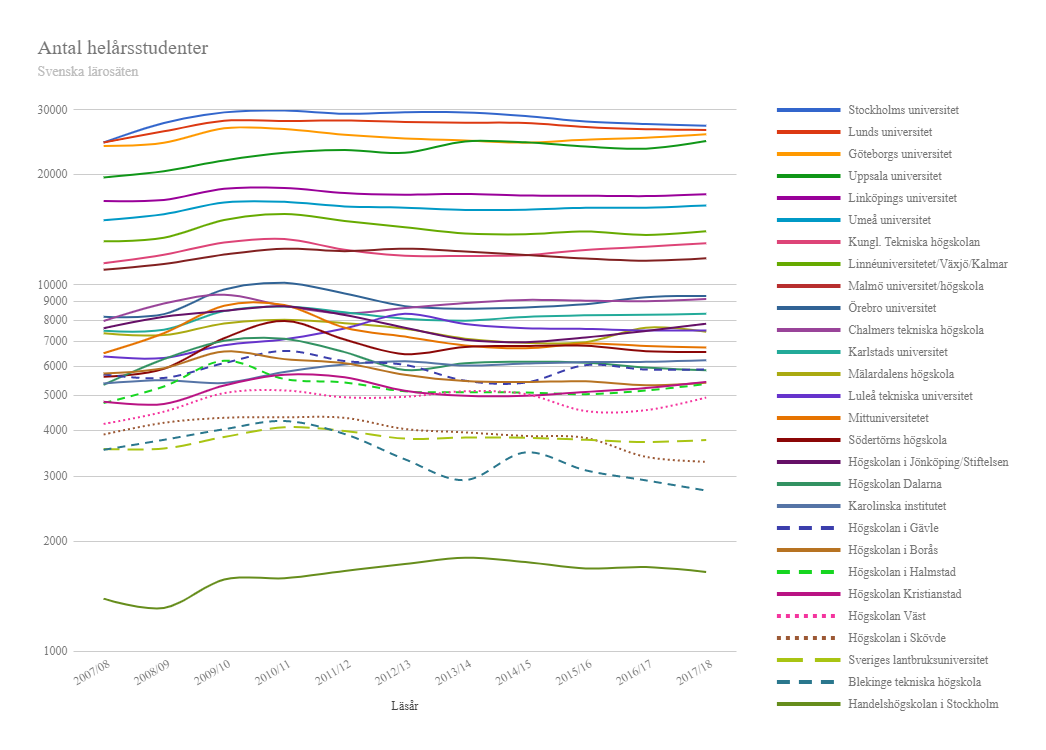
Antal registrerade helårsstudenter på de 28 största svenska lärosätena mellan läsåret 2007/08 och 2017/18. (Listan ordnad efter avtagande storlek. Logaritmisk vertikal axel.)

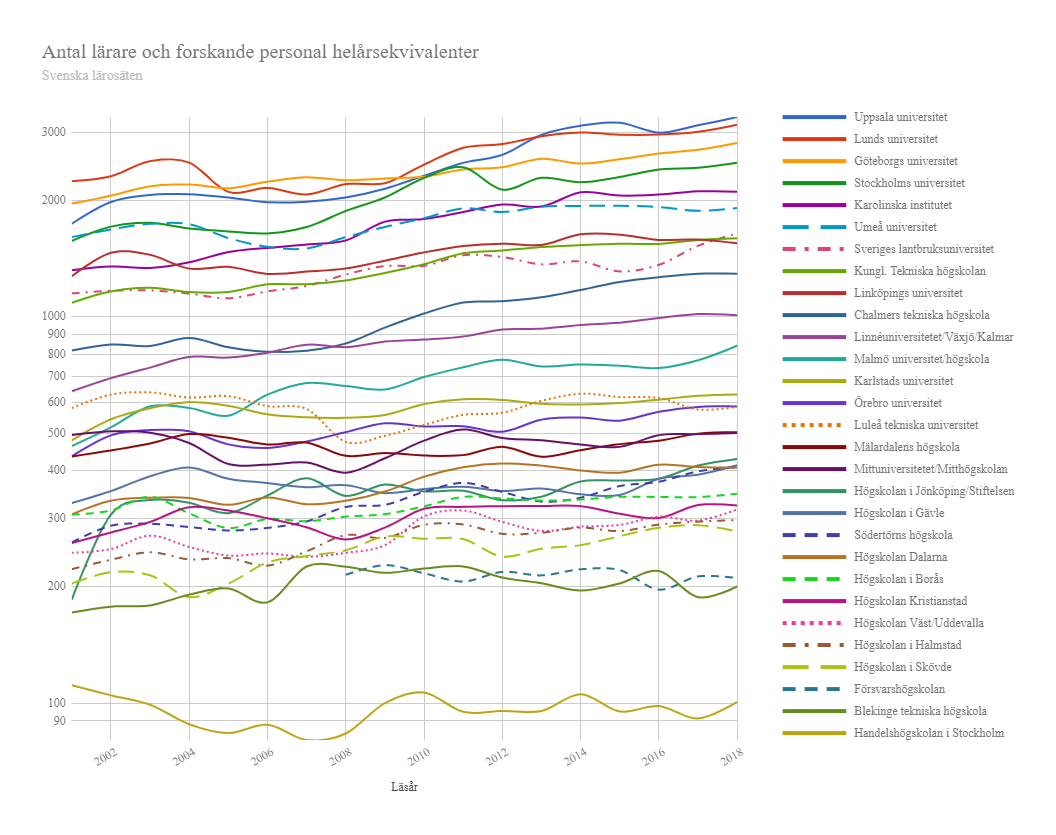
Antal undervisande och forskande anställda på de 29 största svenska lärosätena mellan 2001 och 2018. (Heltidsekvivalenter. Listan ordnad efter avtagande storlek. Logaritmisk vertikal axel.)

Högskolor och universitet i Sverige är de högsta institutionerna för utbildning i Sverige, och bedriver undervisning på eftergymnasial nivå. Universitet och vissa högskolor bedriver dessutom forskning. Ett universitet har, till skillnad från en högskola, generell rätt att utfärda forskarexamina. Beteckningarna är dock inte skyddade och kan användas för vilken verksamhet som helst. I Sverige finns minst en högskola eller ett universitetscampus i varje län. 
Högskolelagen, och dess komplement högskoleförordningen, reglerar verksamheten vid statliga lärosäten, men inte privatägda. Utbildnings- och examensstruktur följer sedan 2007 Bolognaprocessen. Fram till autonomireformen 2010 krävde högskolelagen att fakultetsnämnder skulle finnas på alla högskolor och universitet som hade rätt att utfärda doktorsexamen. Tillsynsmyndighet för högskolor och universitet är universitetskanslersämbetet (UKÄ) och verksamheten får stöd av universitets- och högskolerådet (UHR). Dessa sorterar under utbildningsdepartementet.

## Historik

### De första universiteten
Titeln som det äldsta svenska universitet är omstridd, men tre orter brukar nämnas i diskussionen.

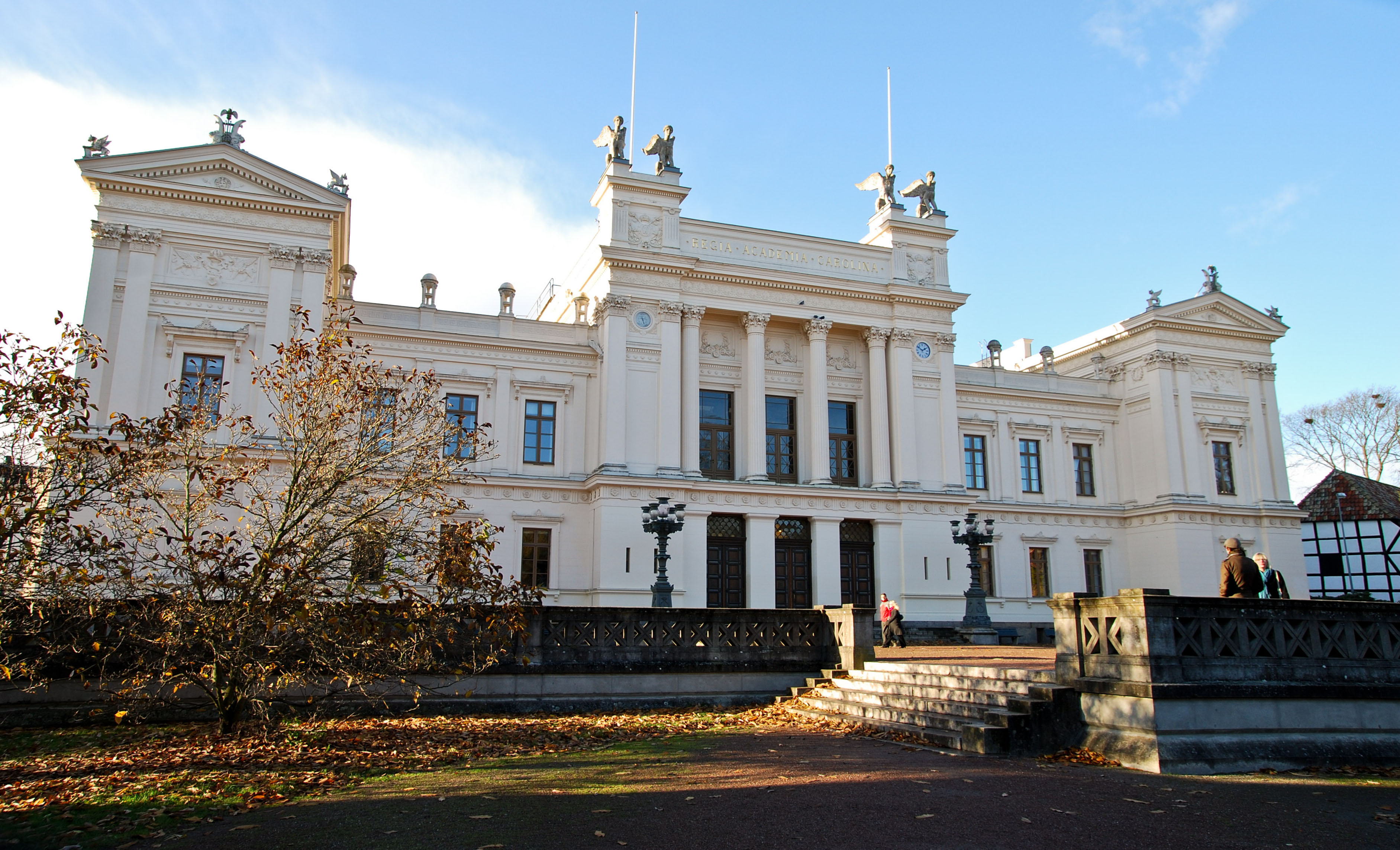
Lunds universitet

- Lunds studium generale. Denna skola anses vara en av de äldsta i Norden men tycks ha upphört med sin verksamhet i samband med den danska reformationen 1536, varför Lunds universitet (grundat 1666) inte kan räkna sitt ursprung i Studium Generale i Lund.[2]
- Universitetet i Greifswald (1456),[3] som ibland nämns som Sveriges äldsta universitet, brukar normalt inte räknas in i listan eftersom det grundades nära två sekler innan området blev svenskt. Greifswald fick svenske kungen som länsherre 1648, men var i strikt mening en del av Sverige endast från Tysk-romerska rikets upphörande 1806 till 1815.
- Uppsala universitet inrättades efter påvlig bulla och privilegiebrev från riksrådet. Sägenartat sägs det att när dåtidens svenska styresmän fick höra att Danmark var på väg att söka tillstånd för att få inrätta ett universitet i Köpenhamn så skyndade man sig till Rom för att hinna före danskarna med Uppsalas ansökan. Köpenhamns universitet grundades också mycket riktigt först 1479.

De äldsta svenska (dåvarande Sverige) universiteten som ännu är aktiva anses idag vara:
- Uppsala universitet, år 1477
- Tartu universitet, nuvarande Estland, år 1632 (Tartu = Dorpat enligt äldre svenskt och tyskt språkbruk)
- Kungliga Akademien i Åbo,[4] nuvarande Finland, år 1640 (sedermera flyttade universitetet från Åbo och blev Helsingfors universitet)
- Lunds universitet, år 1666

Under 1700-talets upplysning försköts den vetenskapliga diskussionens fokus från universiteten till Stockholm. Tidens nya vetenskapliga institutioner blev de kungliga akademierna. Flera av dessa bedrev dessutom utbildning, särskilt inom de konstnärliga ämnena. Å andra sidan var fortfarande flera ledande naturvetare professorer i Uppsala, däribland Anders Celsius och Carl von Linné. En viktig skillnad mellan dessa och huvudstadens upplysningsmän var att akademiska publikationer fortfarande skrevs på latin, samtidigt som folkspråkets användning var en viktig poäng för dem som drev upplysningen. Först kring år 1800 etablerades svenskan och tyskan som dominerande språk i vetenskapliga publikationer vid svenska universitet.

### Det moderna universitetsväsendet grundläggs
Under 1800-talet var Uppsala universitet något av en konservativ bastion. Ändå var det under denna period som grunden lades för det moderna universitetsväsendet. Inspirationen hämtades framförallt från Tyskland och från det universitet som Wilhelm von Humboldt grundat i Berlin. Fokus för denna tradition var undervisning grundad på forskning bedriven vid statliga men relativt självstyrande universitetet dominerade av sina professorer. I Sverige blev professorsmakten stark men samtidigt tillsattes professorerna av Kungl. Maj:t. Humboldtmodellen hade heller inte varit den enda möjligheten. Alternativa system byggdes upp i framförallt Storbritannien och Frankrike, det förstnämnda baserat på Oxfords och Cambridges uppfostrande collegebaserade system och det sistnämnda på separata yrkesutbildningar inom ramen för Grandes Écoles. Behovet av en nya universitetsutbildning var emellertid lika för alla dessa länder eftersom den växande ämbetsmannastaten började använda sig av akademisk meritering som urvalsmodell. Liksom Tyskland valde man i Sverige att rekrytera framförallt jurister till den högre statsförvaltningen. I Storbritannien fokuserade man istället på examina från humanistiska elitutbildningar. 
Universitetens omvandling skedde successivt. Från och med 1852 var universitetskanslern en nationell ämbetsman med ansvar för både Uppsala och Lunds universitet (som vid den tidpunkten var de enda i Sverige). Vid sidan av kanslern fanns en prokansler och en rektor för varje universitet. I Uppsala var ärkebiskopen prokansler och i Lund biskopen av Lund. Rektorn var den som skötte det faktiska ledningsarbetet. Fram till 1876 roterade den posten mellan konsistoriets medlemmar. I och med 1876 års universitetsstatuter infördes istället ett system där rektorn valdes av konsistoriet. Successivt infördes liknande valprocedurer också för andra akademiska poster som tidigare roterat bland professorerna. 1876 var också det år då filosofiska fakulteten i Uppsala delades upp i en humanistisk och en naturvetenskaplig fakultet. Samtidigt infördes sakkunnigutlåtanden vid tillsättning av professorer. Detta var ett resultat av specialiseringen: man ansåg sig inte längre kunna anta att alla professorer var tillräckligt insatta i alla ämnen för att kunna bedöma kandidaternas kompetens. I och med detta blev tillsättningsförfarandet alltså betydligt mer disciplinsinternt.
Under 1800-talet och början av 1900-talet grundades också flera nya privata institutioner för högre utbildning. Nämnas kan till exempel Chalmers slöjdskola som grundades 1829. Den vetenskapliga nivån ökades successivt och 1927 förstatligades skolan och erkändes som jämbördig med Kungliga Tekniska högskolan (grundat 1827 och med anspråk på vetenskaplig nivå sedan 1867). Andra privata utbildningsanordnare var Stockholms högskola (1878) och Handelshögskolan i Stockholm (1909). Under andra halvan av 1900-talet förstatligades högskolesystemet. Under 1970- och 1980-talen var Handelshögskolan i Stockholm Sveriges enda privata utbildningsanordnare på universitetsnivå.

### Utbyggnad och fortsatta reformer
Samtidigt byggdes högskolesystemet ut. Studentantalet vid Uppsala universitet tredubblades till exempel under tiden 1880–1945, från 1 500 till 4 500. Nya högskolor upprättades, bland annat i Göteborg (1891). 1936 avskaffades prokanslersposterna i Uppsala och Lund (som fram till dess hade innehafts av respektive biskop). Därmed hade den sista organisatoriska kopplingen mellan universitetsväsendet och kyrkan avskaffats. Vid de nya högskolorna hade den aldrig funnits. 
Den mest omfattande utbyggnaden ägde dock rum under 1960- och 1970-talet. Göteborgs högskola blev universitet 1954 medan Stockholms högskola förstatligades och blev universitet 1960. Under de följande årtiondena upprättades ett antal filialer och regionala högskolor. Dessa hade dock inledningsvis en betydligt lägre status än universiteten och de etablerade fackhögskolorna. Tillväxten ställde ökade krav på administration. Från 1964 var universitetskansler titeln på chefen för en central statlig myndighet: i tur och ordning Universitetskanslersämbetet, Universitets- och högskoleämbetet, Kanslersämbetet, Högskoleverket och Universitetskanslersämbetet. Under efterkrigstiden byggde man också upp en nationell organisation av forskningsråd för projektfinansiering av teknisk, samhällsvetenskaplig, humanistisk och naturvetenskaplig forskning. Parallellt med detta grundades också organ för finansiering av sektorsforskning.
Nästa omfattande reformperiod inleddes 1968 då utbildningsministern/ecklesiastikministern Olof Palme genom UKAS och PUKAS omorganiserade utbildningen i riktning mot mer helhetliga utbildningsprogram. Trots kårhusockupationer och andra protester genomfördes reformerna i stora drag. Det var också under det därpå följande decenniet som de konstnärliga högskolorna började inordnas i det akademiska systemet.
Under Per Unckels tid som utbildningsminister (1991–1994) överfördes rätten att tillsätta professorer från regeringen till universitetsstyrelserna. Det var också då som löntagarfonderna avskaffades och pengarna placerades i stiftelser till förmån för forskning och kultur, mestadels forskning. Stiftelser som Riksbankens jubileumsfond (som nu förstärkts med den så kallade kulturvetenskapliga donationen), Mistra och Stiftelsen för strategisk forskning har sedan dess hört till de mer betydande aktörerna i svensk forskningsfinansiering.
Samtidigt ändrades högskolelagen så att privata utbildningsanordnare återigen kunde få examensrätt och statliga bidrag på villkor som likställde dem med de anslagsfinansierade statliga högskolorna (men inte med universiteten). Handelshögskolan i Stockholm upphörde därmed att vara ett särfall. Chalmers Tekniska Högskola och Högskolan i Jönköping omvandlades till företag ägda av stiftelser inrättade med hjälp av löntagarfondspengar. Det uttalade syftet var att undersöka stiftelseformens lämplighet som ägare av universitet och därmed lägga grunden för framtida reformer. Andra privata utbildningsanordnare som har tillkommit inkluderar bland annat Teologiska högskolan i Stockholm.
Sveriges senaste och därmed yngsta universitet är Mälardalens universitet. Universitetet bildades efter att regeringen Löfven II föreslog att Mälardalens högskola skulle erhålla universitetsstatus från och med den 1 januari 2022 , vilket fastslogs av Sveriges Riksdag den 21 april 2021.
Autonomireformen var en reform år 2010 av statliga universitet och högskolor i Sverige. Genom reformen avskaffades vissa lagar som reglerar högskolornas inre organisation, bland annat kravet på fakultetsnämnder.

## Benämningarna universitet och högskola
Skillnaden mellan en högskola och ett universitet ligger i rätten att utfärda examina på forskarutbildningsnivå, så kallat vetenskapsområde. Universiteten har generell rätt att utfärda examen i forskarutbildning. Högskolor skiljer sig från universitet genom att universitet får examinera doktorer inom åtminstone två vetenskapsområden. Dessutom tilldelas universiteten forskningsresurser till dessa vetenskapsområden. 
Två sätt förekommer för högskolor att kringgå examensrätten; det vanligaste är att bilda samarbeten mellan universitet och högskolor, så att den forskarstuderande kan antas och examineras vid universitetet medan det i praktiken är högskolan som står för utbildningen. I de fallen finansieras forskningen via externa medel och examinationen sker vid ett lärosäte som har det aktuella vetenskapsområdet. Alternativt kan en högskola tilldelas ett vetenskapsområde, vilket medför rätt att bedriva forskarutbildning inom området. I så fall tilldelas högskolan också forskningsmedel till forskning inom området. Enskilda utbildningsanordnare kan på ett liknande sätt tilldelas examensrätt på forskarutbildningsnivå, inom ett ännu mera avgränsat område såsom ett visst angivet ämne.
Tre av universiteten har inte ordet universitet i sitt namn, nämligen Karolinska institutet, Kungliga tekniska högskolan och Chalmers tekniska högskola. De har sedan 1875, 1927 respektive 1937 haft rätt att utfärda doktorsexamen (tidigare doktorsgrad) men har av historiska skäl behållit sina väl inarbetade namn, som i fallet teknisk högskola dessutom länge ansetts vara en tydligare beskrivning av verksamheten än en universitetsbeteckning. Beteckningen "institut" var under 1800-talet och större delen av 1900-talet en vanlig beteckning på det som senare kallades fackhögskolor. Historiska exempel är Teknologiska institutet, Chalmers tekniska institut och Farmaceutiska institutet. I den engelskspråkiga världen heter flera tekniska högskolor fortfarande Institute of Technology, exempelvis Massachusetts Institute of Technology. Chalmers har länge kallat sig "University" på engelska, medan KTH och Karolinska kallat sig "institute", eftersom "högskola" inte har en bra direktöversättning till engelska (high school betyder närmast gymnasieskola).
Historiskt har universitetsstatusen även inneburit rätt till statliga forskningsanslag. Sedan 1997 har dock alla universitet och högskolor fasta forskningsresurser från riksdagen, även om universitetens fakultetsanslag är avgjort större än högskolornas forskningsanslag.
Förutom de statliga högskolorna finns även enskilda högskolor. Dessa har en annan huvudman än staten. Exempel på sådana högskolor är Sophiahemmets högskola, Handelshögskolan i Stockholm, Beckmans designhögskola, Gammelkroppa skogshögskola, Örebro teologiska högskola och Johannelunds teologiska högskola. Högskolan i Jönköping och Chalmers tekniska högskola var tidigare statliga högskolor men drivs nu av stiftelser, vilka bildades med pengar från löntagarfonderna.
Mellan 1977 och 1993 ingick även universitet i begreppet Högskolan.
Före universitetsreformen 1977/1978 fanns flera självständiga fackhögskolor, exempelvis journalisthögskolor, ett begrepp som lever kvar trots att de därefter har inlemmats i universitet. Ett antal mindre högskolor i Stockholm betecknas ofta som konstnärliga högskolor på grund av att de framför allt bedriver grundutbildning i konstnärliga ämnen. Före 2001 fanns så kallade vårdhögskolor som drevs av landstingen. På dessa gavs utbildning inom vård och vårdrelaterade ämnen.
Beteckningen högskola används även i vissa fall om en institution, fakultet eller motsvarande som endast är en del av ett större lärosäte, vanligtvis ett universitet. Framför allt gäller detta för verksamhet inom de tekniska, konstnärliga och ekonomiska områdena. I flera fall har tidigare självständiga högskolor införlivats med ett större lärosäte, men trots det fått behålla ordet högskola i sitt namn. Det finns dock även exempel på enheter som aldrig har varit självständiga, men som ändå namngivits som högskolor. Beteckningen högskola anses ofta ge verksamheten en tydligare profil. Man har därför valt att använda denna beteckning för att nå ut till potentiella studenter, avnämare och externa finansiärer. Behovet av profilering beror inte minst på förekomsten av flera självständiga högskolor vilkas verksamhet är speciellt inriktad mot vissa ämnesområden (framför allt Kungliga tekniska högskolan och Chalmers tekniska högskola, Handelshögskolan i Stockholm, de fyra konstnärliga högskolorna i Stockholm samt Karolinska institutet). Inom vissa områden är beteckningen högskola också så nära förknippad med verksamheten i sig, att det i praktiken kan vara svårt att inte använda den (exempelvis musikhögskola, konsthögskola, handelshögskola).

## Prövning för universitetsstatus
För att få benämnas universitet ansöker högskolan till regeringen som låter Högskoleverket pröva om högskolan når upp till de kvalitetskrav som ställs för universitetsstatus. Efter prövningen föreslår Högskoleverket sedan regeringen att avslå eller bevilja ansökan. Av Högskoleverkets webbplats framgår att det krävs att högskolan:
- har grundutbildning och forskning som är väl etablerad och av god vetenskaplig kvalitet.
- har en tillräcklig omfattning av grundutbildningen och utbildning inom ett antal ämnesområden.
- har en tillräcklig omfattning av forskningsverksamheten och forskning inom ett antal ämnesområden.
- har praktiska förutsättningarna, till exempel lokaler och utrustning, att bedriva grundutbildning och forskning.
- har goda internationella kontakter inom grundutbildning och forskning.
- uppfyller kraven för att självständigt inrätta professurer och utfärda doktorsexamen.

Ett fenomen som kan orsaka viss begreppsförvirring är att de flesta högskolor kallar sig university i sitt engelska namn, till exempel Försvarshögskolan, Högskolan i Borås, Högskolan Dalarna, Högskolan i Gävle, Högskolan i Halmstad, Högskolan i Kristianstad, Konstfack, Mälardalens högskola, Stockholms konstnärliga högskola och Södertörns högskola, trots att den officiella översättningen av högskola är university college. Högskolan i Jönköping kallar sig dessutom Jönköping University (JU) även i sin svenskspråkiga kommunikation, vilket kan vara vilseledande.  
I december 2020 föreslog regeringen Löfven II att tidigare Mälardalens högskola skulle erhålla universitetsstatus från och med den 1 januari 2022.

## Ekonomiska förutsättningar
Svenska högskolors och universitets intäkter består av statliga anslag och bidrag, intäkter ifrån externa finansiärer samt av finansiella intäkter. 2017 uppgick lärosätenas intäkter till totalt 70,9 miljarder kronor, medan de totala kostnaderna uppgick till 70,6 miljarder kronor. Det betyder att lärosätena tillsammans uppvisade ett överskott på 0,3 miljarder kronor för år 2017. Till allra största del finansieras svensk högskolor och universitet av staten genom regeringsbeslut. Staten finansierade 2017 knappt 79 procent av lärosätenas intäkter. Drygt 10 procent finansieras av privata finansiärer. Övriga finansiärer består av kommuner, offentliga forskningsstiftelser, utländska finansiärer och finansiella intäkter. Kostnaderna består främst av personalkostnader, 2017 uppgick de till drygt 63 procent, följt av lokalkostnader drygt 12 procent. Övriga kostnader uppgick till drygt 24 procent.
Fördelning av anslag till högskolor och universitet sker i enlighet med systemet med ersättning per helårsstudent och helårsprestation, oftast kallade hås och håp. Den genomsnittliga ersättningen per helårsstudent (inklusive ersättning för helårsprestationer) uppgick 2017 till 79 500 kronor.
Finansieringen delas upp på lärosätenas två huvudsakliga verksamhetsområden:

### 1. Intäkter för grund- och avancerad utbildning
Intäkterna till utbildning på grundnivå och avancerad nivå var 29,1 miljarder kronor (2017). De direkta statsanslagen utgör huvuddelen av lärosätenas intäkter till utbildning på grundnivå och avancerad nivå. 2017 utgjorde statanslagen 85 procent av intäkterna.

### 2. Intäkter för forskning och utbildning på forskarnivå
År 2017 uppgick intäkterna till forskning och utbildning på forskarnivå till 41,3 miljarder kronor. De direkta statsanslagen utgjorde 2017 44 procent av lärosätenas intäkter till forskning och utbildning på forskarnivå. Utöver de direkta statsanslagen så kanaliserar staten också betydande medel indirekt till lärosätena genom forskningsråd och myndigheter.

## Jämställdhet inom högre utbildning
Universitetskanslersäbetet (UKÄ) har juridiskt ansvar för och granskar att universitet och högskolor följer bestämmelser om jämställdhet. Vid UKÄ:s tillsyn har de upptäckt exempel där ett lärosäte brustit i att sätta samman grupper med jämställd representation. De har också observerat att en del lärosätens anställningsordning inte överensstämmer med högskoleförordningens bestämmelser gällande jämställd representation. I UKÄ:s uppföljning 2020 av potentiell särbehandling av kvinnor och män i disciplinärenden konstaterades att några anmärkningsvärda skillnader inte upptäckts.
I en jämställdhetsrapport från Vetenskapsrådet 2021 drogs slutsatsen att kvinnors och mäns karriärer i högskolan i huvudsak utvecklas likartat.

### Lärosätenas uppdrag att jämställdhetsintegrera
2016 fick högskolor och universitet i uppdrag från regering att jämställdhetsintegrera sina verksamheter. Uppdraget pågick till 2020.
När Jämställdhetsmyndigheten 2020 utvärderade arbetet med jämställdhetsintegrering vid lärosäten menade de att det resulterat i fler kvinnor på ledande positioner, mer jämställd rekrytering och jämnare fördelning av forskningsmedel mellan kvinnor och män.

## Universitetskanslersämbetets utvärdering av utbildningars kvalitet
UKÄ (och dess föregångare Högskoleverket) genomförde kvalitetsutvärderingar av svenska akademiska utbildningar. En ny metod användes 2011-2015, som syftade till att utvärdera utbildningars resultat istället för kvalitetsutvecklingsprocesser, vilket annars är brukligt vid kvalitetsutvärderingar. Utvärderingen baserades främst på kvalitetsbedömning av fem slumpmässigt valda självständiga arbeten (examensarbeten och uppsatser) som skrivits av utbildningens studenter under de senaste tre åren. Utvärderingen baseras även på en självutvärdering som skrivits av utbildningens lärare, samt på samtal med studenter och lärare i samband med en lärosätesintervju. Om minst 20 studenter tog examen från utbildningen för 2-4 år sedan kunde även en alumnenkät påverka.
Utvärderingsgruppen gjorde främst en bedömning av hur väl UKÄ:s så kallade nationella lärandemål för olika examina uppfylldes av de kunskaper studenten uppvisade i examensrapporten och av utbildningens kursplaner och examinerande uppgifter, men lärosätet måste även redovisa de undervisande lärarnas kompetens. Ett tregradigt omdöme gavs för varje ämne och examenstitel. Det högsta omdömet, excellent eller mycket hög kvalitet, innebar att ett statligt anslag i form av en mindre "kvalitetspeng" delades ut. Mellannivån var hög kvalitet. Det lägsta omdömet, bristande kvalitet, innebar krav på redovisning av åtgärder inom ett år för att lärosätet skulle få behålla examensrätt i ämnet. Vid en uppföljning av åtgärderna bedömdes inte deras resultat, utan enbart kvalitetsprocesserna.
Granskningarna berörde enbart kandidat- och masterutbildningar, samt yrkesexamina på mellan tre och fem år, och enbart utbildningar som gett upphov till minst fem examensarbeten vid lärosätet under de tre senaste åren. Observera att med utbildning avsåg UKÄ inte ett utbildningsprogram, utan en examenstitel och ett huvudämne, exempelvis kandidatexamen i företagsekonomi, som då utgjorde ett utvärderingsobjekt. Om flera skilda utbildningsprogram kunde leda fram till samma examenstitel behövde lärosätet bara skriva självutvärdering för ett av programmen, efter överenskommelse med UKÄ. Dock behövde uppfyllande av lärandemål säkerställas för samtliga valbara inriktningar på programmet. Examina med olika förled men samma huvudämne, exempelvis teknologie kandidatexamen och filosofie kandidatexamen i ett specifikt ämne, betraktades som samma utbildning och utvärderades således tillsammans, eftersom de hade samma nationella lärandemål och krävde samma expertis hos bedömargruppen. De examensarbeten som bedömdes behövde inte ha skrivits av studenter som slutfört utbildningen. Om ett självständigt arbete kunde användas för att ta ut dubbla examina, exempelvis både en yrkesexamen och en generell examen (både högskoleingenjörsexamen och kandidatexamen), eventuellt efter att ha kompletterats med fler kurser, kunde det arbetet utgöra underlag för utvärderingen av båda examenstitlarna.

### Kritik
Den nya metoden kritiserades för att inte följa de standardiserade metoder man har kommit överens om inom den europeiska organisationen ENQA, som UKÄ därför tvingades lämna, och därmed inte ge jämförbart resultat. Vidare kritiserades förfarandet för att vara alltför politiskt styrt, för att ha bristande förankring bland högskolor och studentföreträdare, för att vara ett storskaligt experiment med tidigare oprövade metoder eftersom det inte är säkert att examensarbetens kvalitet var säkert mätbara, och för att fem examensarbeten kunde vara för litet statistiskt underlag för en säker bedömning. Systemet kritiserades för att inte ta hänsyn till att olika lärosäten attraherar studenter med olika förutsättningar, och misstänktes kunna leda till att lärosätena inriktar sig på att enbart attrahera de bästa studenterna istället för att göra en så bra utbildning som möjligt. Högskoleverkets generella kriterier för högskoleexamina kan vara svåra att tillämpa på vissa ämnen, där det istället finns internationellt framtagna ämnesspecifika kriterier. 
Högskoleverkets generaldirektör Anders Flodström avgick 2010 i protest mot systemets genomförande, även verkets huvudsekreterare och ställföreträdande myndighetschef Lena Adamson lämnade verket på grund av denna fråga. Statssekreterare Peter Honeth, som är en av dem som drivit igenom systemet, försvarade det med att det gav lärosätena ökad akademisk frihet att inte myndigheter lägger sig i hur kvalitetsprocesser utformas eller hur man genomför undervisningen, utan enbart granskar att processen ger gott resultat. En kritisk granskning av systemet gjordes av Lena Adamson på uppdrag av SNS våren 2013. Rapporten presenterades 15 maj 2013 vid ett SNS seminarium med åtföljande debatt med statssekreterare Peter Honeth och Tobias Krantz, utbildnings- och forskningsminister vid tidpunkten för systemets införande. 

### Nytt system
2017-2022 kommer ett nytt system att användas av UKÄ för att granska högskoleutbildningarnas kvalitet. Fyra olika typer av granskningar görs:
- Granskningar av lärosätenas kvalitetsarbete
- Prövningar av examenstillstånd
- Utbildningsutvärderingar
- Tematiska utvärderingar